# Акахете (Веракрус)
Акахете (исп. Acajete) — небольшой город в восточной части Мексики, на территории штата Веракрус. Административный центр муниципалитета Акахете.

## Географическое положение
Акахете расположен в центральной части штата, на расстоянии приблизительно 6 километров к западу-северо-западу (WNW) от города Халапа-Энрикеса, административного центра штата. Абсолютная высота — 2028 метров над уровнем моря.

## Население
Согласно данным, полученным в ходе проведения официальной переписи 2005 года, в городе проживало 1447 человек (751 мужчина и 696 женщин). Насчитывалось 358 домов. По возрастному диапазону население распределилось следующим образом: 33,4 % — жители младше 18 лет, 57,6 % — между 18 и 59 годами и 9 % — в возрасте 60 лет и старше. Уровень грамотности среди жителей старше 15 лет составлял 93,1 %.
По данным переписи 2010 года, численность населения Акахете составляла 1649 человек. Динамика численности населения города по годам:
| 2000 | 2005 | 2010 |
| ---- | ---- | ---- |
| 1449 | 1447 | 1649 |